# جزر جوسلر
جزر جوسلر هي مجموعة من الجزر الممتدة من شمال إلى جنوب قارة أنتاركتيكا على بعد 3 أميال بحرية (6 كم)، وتقع على بعد 1.5 ميل بحري (3 كم) غرب جزيرة كاب موناكو، وجزيرة أنفيرس، في أرخبيل بالمر. تم اكتشافها وتسميتها من قبل بعثة ألمانية تحت إشراف إدوارد دالمان، 1873-1874، تكريماً لعائلة جوسلر المصرفية في هامبورغ. وقد تم تمويل هذه الحملة من قبل شركة الشحن دويتشه بولار، والتي كانت مملوكة من قبل ارنست جوسلر..(1838-1893).